# Nissan 240RS
La Nissan 240RS (scritto anche 240 RS) è un'autovettura prodotta dalla casa automobilistica giapponese Nissan Motor per prendere parte al campionato del mondo rally dal 1983 al 1985. Deriva dalla coeva quarta serie della Nissan Silvia.

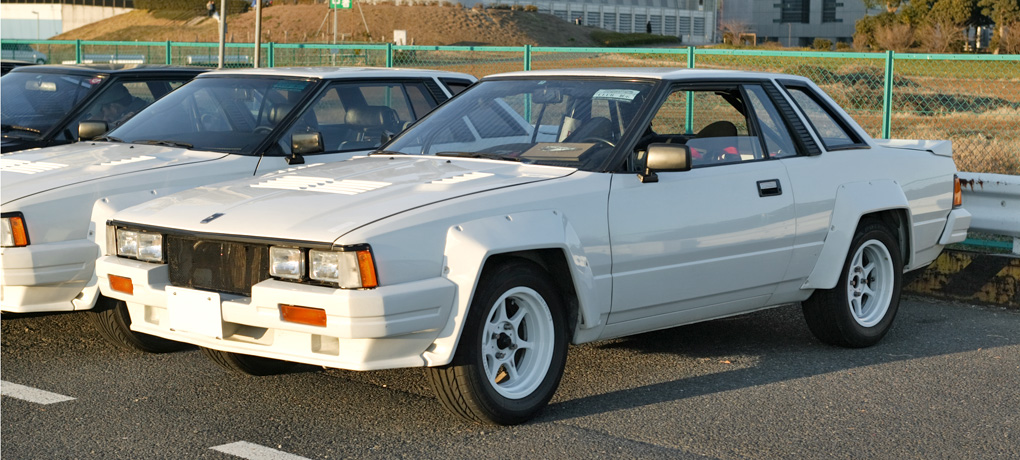
240RS versione stradale

## Attività sportiva
Nel campionato del mondo rally 1983 fece il debutto nel Gruppo B facendosi notare nel Rally di Nuova Zelanda con Timo Salonen che si piazzò al secondo posto e che al suo primo anno termina al 4º posto con 52 punti nel mondiale costruttori. Meno esaltante è stata la stagione 1984: nonostante il terzo posto in Costa d'Avorio con Shekhar Mehta, termina settima con 46 punti.

Per il 1985 la Nissan portò in gara la 240RS Evo, che presentava alcuni miglioramenti al motore e un nuovo disegno dello sterzo; la stagione venne chiusa in quarta posizione con 56 punti e, al termine della stessa, il team Nissan ufficiale annuncia il suo ritiro.
Alcune vetture vennero portate in gara anche l'anno successivo in maniera semi-ufficiale.